# Fiorello H. LaGuardia High School of Music & Art and Performing Arts
Pour les articles homonymes, voir LaGuardia.
La Fiorello H. LaGuardia High School of Music & Art and Performing Arts est un établissement d'enseignement secondaire public et artistique réservé aux élèves doués dans le domaine artistique et issus d'écoles publiques de la ville de New York. L'école est située près de la Juilliard School dans le quartier de Lincoln Square à Manhattan, sur Amsterdam Avenue entre la 65e et la 64e rue. Le nom LaGuardia a été donné à l'école en 1969, en hommage au maire Fiorello H. LaGuardia qui avait fondé l'établissement en 1936.
La Fiorello H. LaGuardia High School  enseigne la danse, la musique, l'art dramatique et les arts plastiques. Elle a servi de cadre au scénario du film Fame et à la série télévisée qui en est issue.

## Quelques élèves célèbres
- Jennifer Aniston
- Morena Baccarin
- Azealia Banks
- Adrien Brody
- Kevin Ceballo
- Timothée Chalamet
- Rory Cochrane
- Sal Cuevas
- Dom DeLuise
- Ansel Elgort
- Louise Elgort
- Héctor Elizondo
- Omar Epps
- Peter Frishauf
- Sarah Michelle Gellar
- Marcus Gilmore
- Milton Glaser
- Sylvia Glickman
- Rick Gonzalez
- Erica Jong
- Michael Kamen
- Kelis
- Paula Kelly
- Eartha Kitt
- Warren Kremer
- James Howard Kunstler
- Hal Linden
- Nicki Minaj
- Liza Minnelli
- Isaac Mizrahi
- Al Pacino
- Sarah Paulson
- Freddie Prinze
- Richie Ray
- Anaïs Reno
- Esmeralda Santiago
- Aaron Shikler
- Wesley Snipes
- Anita Steckel
- Elly Stone
- Gina Torres
- Lisa Vidal
- Marlon Wayans
- Billy Dee Williams
- Johnny Woluewich
- Sherman Yellen
- Pinchas Zukerman